# Gai Fulvi Flac (cònsol)
Gai Fulvi Flac (en llatí: Caius Fulvius Flaccus) va ser un magistrat romà. Formava part de la gens Fúlvia, una família romana d'origen plebeu. Era germà del també cònsol Servi Fulvi Flac.
Va ser elegit cònsol l'any 134 aC. Va fer la guerra contra els esclaus revoltats a la Primera Guerra Servil dirigits per Èunous a Sicília, junt amb el seu col·lega al consolat Publi Corneli Escipió Emilià Africà Menor, però sense cap victòria destacada.